# Wykrojnik
Wykrojnik – stosowane w poligrafii, w masowej produkcji, narzędzie do wycinania określonego kształtu z arkusza zazwyczaj zadrukowanego – płaszczyzna z trwale umocowanymi ostrzami jest przyciskana do zadrukowanego papieru i jednym uderzeniem wycina z arkusza cały złożony wzór np. siatkę pudełka. Często listwom tnącym (noże tnące, noże sztancujące) towarzyszą listwy bigujące (bigi), a czasami listwy perforujące (noże perforujące).
Zatem wykrojnik, oprócz zasadniczej funkcji wycinania (sztancowania), może również przygniatać (bigować) lub perforować. Klasyczne wykrojniki wykonuje się, umieszczając w desce (zazwyczaj sklejce) z rowkami odcinki listew sztancujących, bigujących, perforujących. Wykrojniki dodatkowo zaopatrzone są w listwy gumowe, które wystają ponad powierzchnię noży sztancujących czy perforujących i umieszczane są po obu ich stronach. Gumy te są ściśliwe, a ich rolą jest wypchnięcie wykrawanego materiału z wnętrza wykrojnika. Do bigowania zazwyczaj stosowane są listwy dwupunktowe, tj. o grubości 0,7 mm. Do przygniatania tektur o wyższej gramaturze stosuje się bigi trzypunktowe, tj. o grubości listwy 1,05 mm. Do wykrawania etykiet, w których trzeba wycinać linie po krzywiznach często stosuje się precyzyjniejsze i trwalsze (ale też i kosztowniejsze) metalowe wykrojniki kowalskie. Wymienione wykrojniki należą do wykrojników płaskich. Stosuje się też wykrojniki rotacyjne. Wykrojniki płaskie poruszają się w kierunku: góra-dół, wykrojniki rotacyjne pracują obracając się na cylindrze maszyny sztancującej. Wykrojnik rotacyjny może być w postaci blachy z umieszczonymi nożami tnącymi i listwami bigującymi. Taki wykrojnik jest mocowany do cylindra magnetycznego.

Wykrojnik płaski: A-listwy bigujące, B-nóż sztancujący (lub perforujący), D-sklejka, E-listwy gumowe

Projekt pudełka: linie koloru czerwonego to linie do sztancowania, linie koloru niebieskiego to linie do bigowania

⅔